# Perovskia botschantzevii
Perovskia botschantzevii là một loài thực vật có hoa trong họ Hoa môi. Loài này được Kovalevsk. & Kochk. mô tả khoa học đầu tiên năm 1986.